# Хохловское сельское поселение (Тюменская область)
Хохловское се́льское поселе́ние — муниципальное образование в Ялуторовском районе Тюменской области Российской Федерации.
Административный центр — село Хохлово.

## История
Статус и границы сельского поселения установлены Законом Тюменской области от 5 ноября 2004 года № 263 «Об установлении границ муниципальных образований Тюменской области и наделении их статусом муниципального района, городского округа и сельского поселения».

## Население
| 2010  | 2011  | 2012  | 2013  | 2014  | 2015  | 2016  |
| ----- | ----- | ----- | ----- | ----- | ----- | ----- |
| 1091  | ↘1088 | ↘1057 | ↘1055 | ↗1064 | ↘1050 | ↘1045 |
| 2017  | 2018  | 2019  | 2020  | 2021  |       |       |
| ↘1027 | ↘996  | ↘965  | ↗998  | ↗1248 |       |       |

## Состав сельского поселения
| № | Населённый пункт | Тип населённого пункта       | Население |
| - | ---------------- | ---------------------------- | --------- |
| 1 | Криволукская     | деревня                      | ↗532      |
| 2 | Хохлово          | село, административный центр | ↗855      |

### Упразднённые населённые пункты
- Томилово — упразднённое в 1977 году село, вошедшее в черту города Ялуторовск.